# هيدينوري كوراموتو
هيدينوري كوراموتو (باليابانية: 英智) هو لاعب كرة قاعدة ياباني، ولد في 9 مايو 1976 في هاشيما في اليابان.

## وصلات خارجية
- هيدينوري كوراموتو على موقع الدوري الياباني لكرة القاعدة (الإنجليزية)
- هيدينوري كوراموتو على موقعبيزبول رفرنس.كوم (الدوري الثانوي) (الإنجليزية)